# Стасова Олена Дмитрівна
Оле́на Дми́трівна Ста́сова (партійні прізвиська Абсолют, Варвара Іванівна, Гуща, Дельта, Зельма, Герта; 3 жовтня 1873, Петербург — 31 грудня 1966, Москва, СРСР) — російська й радянська революціонерка, діяч міжнародного комуністичного, жіночого, антивоєнного й антифашистського рухів. Кандидат у члени ЦК РСДРП (б) у 1912—1917 і 1917—1918 роках. Член Російського бюро ЦК РСДРП (б) у 1912 і 1917 роках. Член ЦК РСДРП (б) у 1918—1920 роках. Секретар Бюро ЦК (28.02.1917—25.03.1919), відповідальний секретар ЦК (25.03.1919—29.11.1919), секретар ЦК (29.11.1919—20.03.1920), член Бюро ЦК (11.03.1919—25.03.1919), член Політбюро ЦК (13.04.1919—26.09.1919), член Оргбюро ЦК РКП(б) (25.03.1919—20.03.1920). Член Центральної контрольної комісії ВКП(б) та член Партійної колегії ЦКК ВКП(б) у 1930—1934 роках. Діяч російського й міжнародного комуністичних рухів, Герой Соціалістичної Праці (7.03.1960).

## Біографія
Народилась в родині російського громадського діяча, адвоката Дмитра Стасова, який брав участь у крупних судових процесах того часу, одного з організаторів та директорів Російського музичного товариства (1859). Племінниця Володимира Стасова. Онука архітектора Василя Стасова.
До 13-річного віку Олена виховувалась і здобувала освіту вдома. Пізніше вступила до 5-го класу гімназії; закінчила її 1890 року із золотою медаллю. Отримавши право на викладання російської мови й історії, стала вчителькою недільної школи, де раніше працювала її мати. У 20 років Олена познайомилась із Надією Крупською, разом вони викладали у недільних школах для робітників і вели соціал-демократичну пропаганду.
З 1898 року вона стала активним членом «Союзу боротьби за визволення робітничого класу», який у подальшому став основою РСДРП. Вела партійну роботу в Петербурзі, Орлі, Москві, Мінську, Вільному, була секретарем (технічним співробітником) Петербурзького комітету й Північного бюро ЦК РСДРП.
«Дуже енергійна, віддана справі, конспіративна людина, з широким колом знайомств» (Іван Радченко).
У 1905—1906 роках жила в еміграції у Швейцарії, де працювала у ЦК РСДРП та брала участь у виданні газети «Пролетаріат». У 1906 році у Фінляндії займалась транспортуванням зброї, грошей та партійних працівників через кордон. У 1907—1912 роках була представником ЦК РСДРП у Тифлісі. З 1913 по 1916 роки перебувала у засланні у Єнісейській губернії.
В лютому 1917 — березні 1920 року — секретар ЦК партії. З 1917 кандидат в члени ЦК, у 1918—1920 член ЦК партії.
У 1918 року член Президії Петроградської НК і секретар Петроградського комітету РКП(б).
З 9 по 15 вересня 1920 року — голова Президії ЦК КП(б) Азербайджану. З вересня 1920 року — секретар Президії Ради пропаганди та дії народів Сходу, член Кавказького бюро ЦК.
У 1921—1925 роках на нелегальній роботі в апараті компартії Німеччини та представництві Виконкому Комінтерна в Берліні.
У 1927—1937 голова ЦК Міжнародної організації допомоги борцям революції (МОДР) СРСР і заступник голови виконкому МОДР.
У 1932 році на Амстердамському антивоєнному конгресі обиралась членом Всесвітнього антивоєнного і антифашистського комітету, а 1934 року брала участь у створенні Всесвітнього антивоєнного і антифашистського жіночого комітету.
У 1933 році за її ініціативою та ініціативою робітників міста Іваново був заснований Інтердім для дітей закордонних революціонерів і робітників, що опинились у в’язницях.
У 1930—1934 член ЦКК ВКП(б). У 1935—1943 член Інтернаціональної контрольної комісії Комінтерну. У 1938—1946 роках редактор журналу «Інтернаціональна література». З 1946 року на пенсії.
1948 року отримала сувору догану від ЦК партії за вихваляння Бухаріна. Жила у відомому будинку на набережній. Померла 31 грудня 1966 року в Москві. Після смерті була кремована, прах поміщений в урні у Кремлівській стіні на Червоній площі у Москві.

## Пам’ять
- На стіні будинку, в якому вона жила, була розміщена меморіальна дошка з текстом:

«У цьому будинку з 1932 року по 1966 рік жила професійна революціонерка, активна учасниця Великої Жовтневої Соціалістичної революції, член КПРС з 1898 року, Герой Соціалістичної Праці Олена Дмитрівна Стасова»

- Ім’ям Стасової названо Іванівський інтернаціональний дитячий будинок, заснований МОДРом у 1930-тих роках, вулиці у Москві (в районі Ленінського проспекту), Санкт-Петербурзі (в районі проспекту Енергетиків), Красноярську.
- У 1973 році була випущена поштова марка СРСР, присвячена Стасовій.

## Нагороди
- Герой Соціалістичної Праці (7.03.1960)
- п'ять орденів Леніна (7.03.1933, 14.10.1953, 23.03.1956, 7.03.1960, 14.10.1963).

## Праці
- «Страницы жизни и борьбы». — М., 1960. — Уривки з книги [Архівовано 9 листопада 2014 у Wayback Machine.]

## У кінематографі
- Придумані факти біографії Олени Стасової були використані у комедійному фільмі Злодії та проститутки (2004).